# 恋唄〜春夏秋冬〜
「恋唄〜春夏秋冬〜」（こいうた しゅんかしゅうとう）は、3B LAB.☆Sの8枚目のシングルである。

## 解説
- SHOJI METASONIK脱退後初のシングル。
- 「Let's HappiecE Life!」以来、使用されなくなっていたKATOKENによるジャケットが復活した。
- この作品よりセルフプロデュース（宅録）による収録となる。

## 収録曲
1. 恋唄〜春夏秋冬〜
2006年の年末に行われた東名阪ライブで初披露された。
2. 東京フレンズ
岡平の自伝的楽曲。19としてデビューしてから出会った人々への思いを歌っている。
3. 恋唄〜春夏秋冬〜 ギター鬼上げver. 
恋唄〜春夏秋冬〜のギターサウンドを強くした仕様。
4. 東京フレンズ　ベース鬼上げver.
東京フレンズのベースサウンドを強くした仕様。
5. 恋唄〜春夏秋冬〜 THEッカスver. 
3B LAB.☆Sのメンバーとジャケットデザインを手がけているKATOKENが岡平の自宅で収録した、「恋唄〜春夏秋冬〜」のスペシャルバージョン。